# Armadillidium versicolor
Armadillidium versicolor är en kräftdjursart som beskrevs av Stein 1859. Armadillidium versicolor ingår i släktet Armadillidium och familjen klotgråsuggor.

## Underarter
Arten delas in i följande underarter:
- A. v. quiqueseriatum
- A. v. versicolor
- A. v. wohlberedti

## Bildgalleri

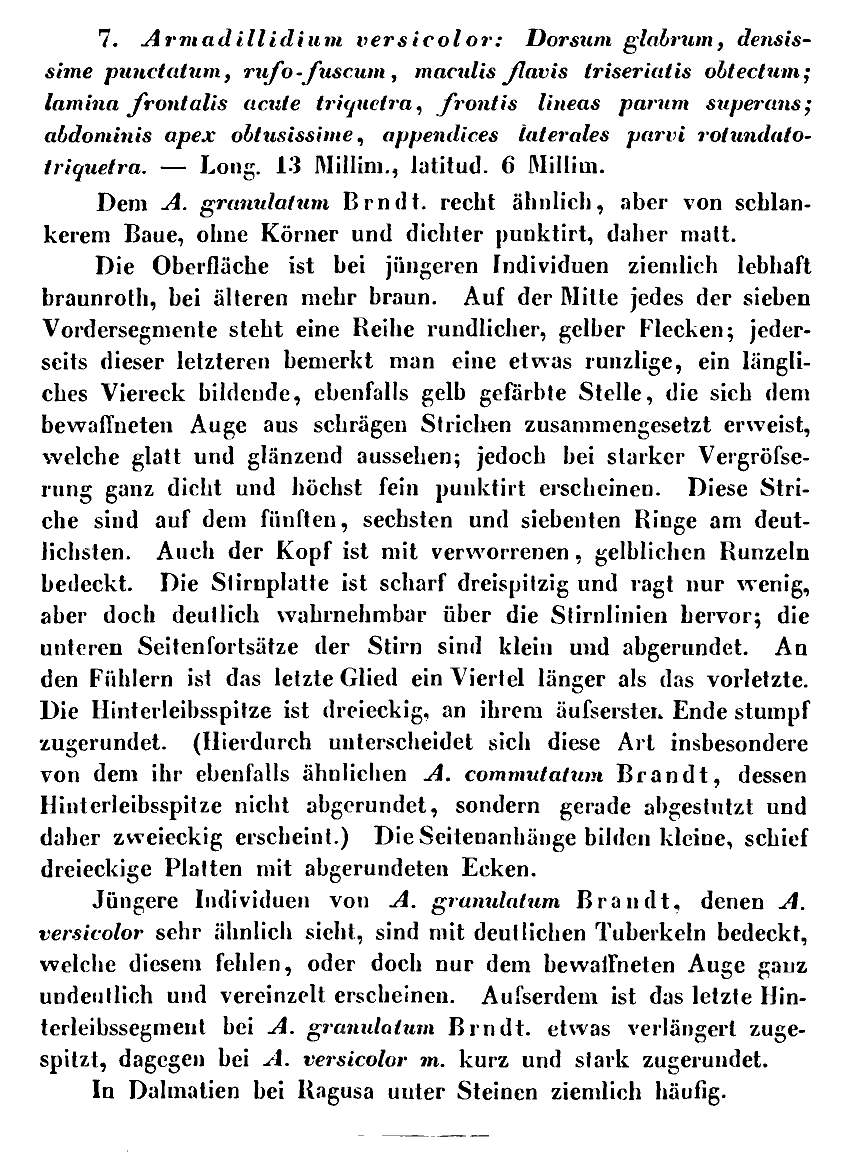